# Petelinjek, Novo mesto
Petelinjek este o localitate din comuna Novo mesto, Slovenia, cu o populație de 164 de locuitori.